# Karl Sekanina
Karl Sekanina (* 27. Oktober 1926 in Wien; † 27. Oktober 2008 in Amstetten) war ein österreichischer Politiker (SPÖ), Gewerkschafter und Fußballfunktionär.

## Leben
Sekanina erlernte den Beruf eines Werkzeugmachers und war dann bei der Fa. Kapsch und Söhne tätig. Er besuchte eine Maturaschule sowie eine zweijährige Maschinenbauschule.
Er engagierte sich in der Gewerkschaftsbewegung, ab 1962 war er Zentralsekretär der Gewerkschaft Metall-Bergbau-Energie, von 1975 bis 1980 Vorsitzender der FSG, von 1977 bis 1985 Vorsitzender der Gewerkschaft Metall-Bergbau-Energie, ab 1979 einer der Vizepräsidenten des Gewerkschaftsbundes.
1963/1964 war er Mitglied des Bundesrates, von 1964 bis 1983 Abgeordneter zum Nationalrat.
Von 1979 bis 1985 war er Bundesminister für Bauten und Technik. In seine Amtszeit fällt die durchgehende Verbindung der Süd Autobahn. Da sie ursprünglich aus Kostengründen mit nur einer Fahrbahn sowie engeren Kurvenradien gebaut wurde, ging diese als Sparautobahn in die Geschichte ein.
Sekanina war auch Obmann der Wiener Gebietskrankenkasse und von 1974 bis 1979 Vizepräsident des Hauptverbands der Sozialversicherungsträger.
Von 1976 bis 1982 war er auch Präsident des Österreichischen Fußball-Bundes. In seiner Amtszeit qualifizierte sich die österreichische Nationalmannschaft unter Teamchef Helmut Senekowitsch für die Fußball-Weltmeisterschaft 1978, bei der es zum 3:2-Sieg Österreichs gegen Deutschland kam. Ebenso gelang dies für die Fußball-Weltmeisterschaft 1982. Dennoch wurde der erfolgreiche Teamchef Karl Stotz vor der WM von Sekanina abberufen, der glaubte, Ernst Happel als Nachfolger verpflichten zu können, was sich jedoch als Irrtum herausstellte. Felix Latzke und der ÖFB-Angestellte Georg Schmidt mussten einspringen, unter deren Ägide es zum skandalumwitterten 0:1 gegen Deutschland kam. Als ÖFB-Präsident betrieb Sekanina den Umbau des damaligen Praterstadions sowie die Einrichtung eines VIP-Klubs.
Er hatte seinen Abgang schon länger angekündigt, auch ein Brief der Nationalspieler, die ihn baten, auf den Präsidentensessel zurückzukehren, hielt ihn nicht von seiner Entscheidung ab. Es war sogar gemunkelt worden, dass er selbst den besagten Brief initiiert habe, was ihn daraufhin in seiner Rücktrittsentscheidung bekräftigte.

## Kritik amMultifunktionär, Rücktritt und Tod
Vielfach wurde Sekanina aufgrund seiner zahlreichen, teils parallel ausgeführten Ämter als Multifunktionär kritisiert. Anfang 1985 kam es zu Anschuldigungen, Sekanina habe sich eine Villa in Hietzing als Gegenleistung für künftige Auftragsvergaben finanzieren lassen sowie sich Gewerkschaftsgelder angeeignet. Sekanina bestritt die Vorwürfe betreffend den Kauf der Villa. Die Geldentnahmen wurden von ihm als „kurzfristige Darlehen“ bezeichnet, die er nach kurzer Zeit zurückgezahlt habe.
Schließlich trat Sekanina mit der Begründung, die SPÖ nicht belasten zu wollen, zuerst von seinen Gewerkschaftsfunktionen, am 18. Februar 1985 schließlich auch als Bautenminister zurück. Bezüglich der Villa konnte das Gericht keine strafrechtlich relevanten Tatbestände feststellen. Betreffend der Geldentnahme wurde Sekanina die Rückzahlung noch vor Kenntnis der Behörden als tätige Reue angerechnet. Ende 1987 wurde das Verfahren eingestellt.
Nach seinem Rücktritt zog sich Sekanina weitgehend aus der Öffentlichkeit zurück. Von 1989 bis 2004 fungierte er als Obmann des Fußballvereins ASK Ybbs und übernahm danach die Ehrenobmannschaft. 1999 wurde er vom ÖFB zum Ehrenpräsidenten ernannt. Zuletzt widmete er sich seinem Hobby, der Astronomie.
Sekanina, der zuletzt in Ybbs an der Donau lebte, verstarb nach einem vierwöchigen Spitalsaufenthalt an seinem 82. Geburtstag im Landesklinikum Mostviertel Amstetten.